# Drycothaea turrialbae
Drycothaea turrialbae là một loài bọ cánh cứng trong họ Cerambycidae.